# FK Utenos Utenis

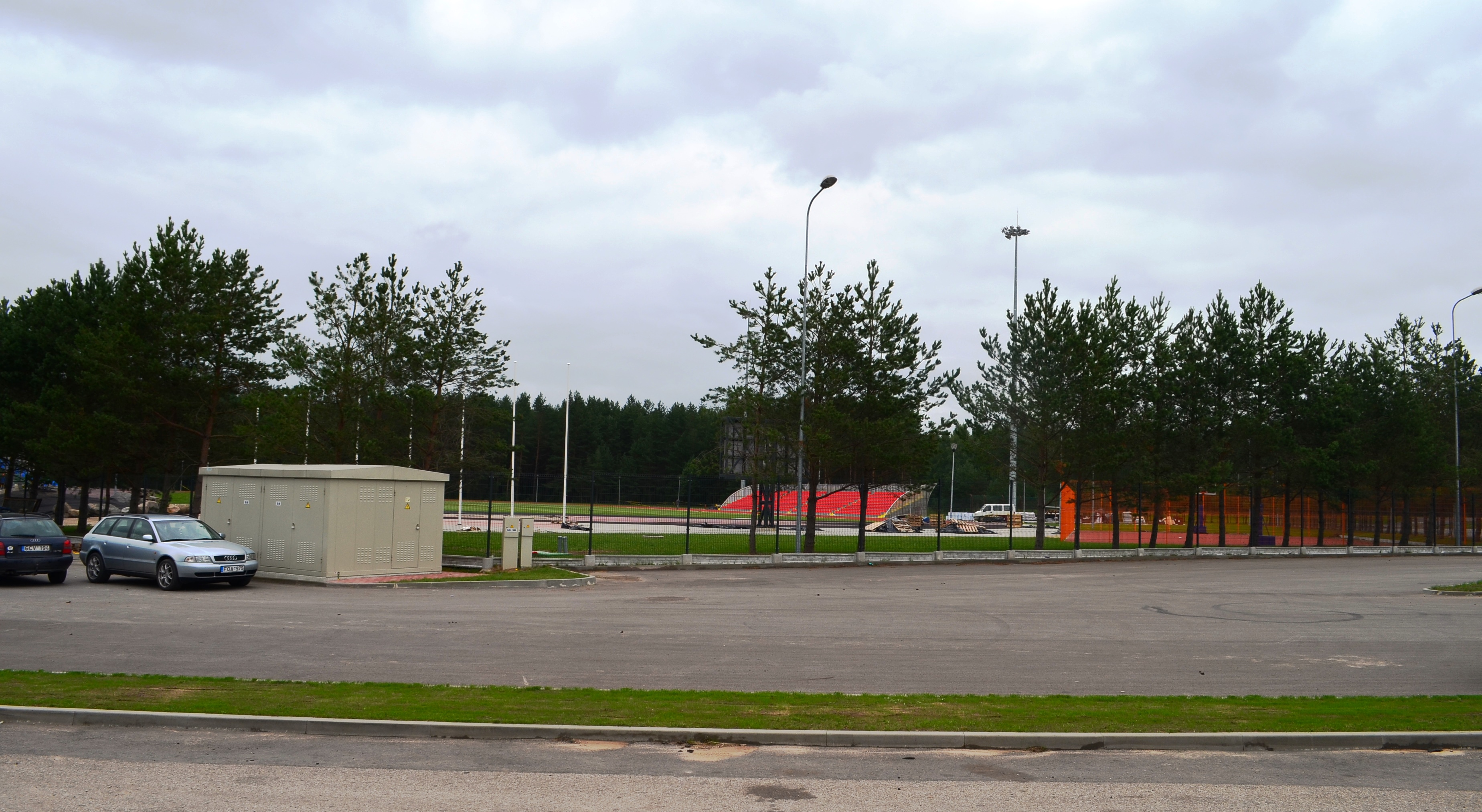
Utenio stadionas, Utena

Der FK Utenos Utenis ist ein litauischer Fußballverein aus Utena.

## Vereinsgeschichte
Der ursprüngliche Club wurde 1933 gegründet. Im Jahr 2014 wurde der Klub neugegründet.

## Stadion
Der Verein trägt seine Heimspiele im Utenis Stadion aus. Es bietet 3000 Sitzplätze.

## Trikot
| Ab 2014 m. (Heim) | 2014–2017 (Auswärts) | Ab 2018 (Auswärts) |

## Platzierungen (seit 2014)
| Saisons | Div. | Līga                | Platz | Einzelnachweise | Notering                            |
| ------- | ---- | ------------------- | ----- | --------------- | ----------------------------------- |
| 2014    | 2.   | Pirma lyga          | 3.    | [ 2 ]           | ▲ Aufsteiger in die Pirma lyga 2015 |
| 2015    | 1.   | A lyga              | 6.    | [ 3 ]           |                                     |
| 2016    | 1.   | A lyga              | 7.    | [ 4 ]           |                                     |
| 2017    | 1.   | A lyga              | 5.    | [ 5 ]           |                                     |
| 2018    | 2.   | Pirma lyga          | 8.    | [ 6 ]           |                                     |
| 2019    | 3.   | Antra lyga (Pietūs) | 11.   | [ 7 ]           |                                     |
| 2020    | 3.   | Antra lyga (Pietūs) | 12.   | [ 8 ]           |                                     |
| 2021    | 3.   | Antra lyga          | 14.   | [ 9 ]           |                                     |
| 2022    | 3.   | Antra lyga          | 11.   | [ 10 ]          |                                     |